# Hughes Bay
Hughes Bay – zatoka między Cape Sterneck a Cape Murray na zachodnim wybrzeżu Półwyspu Antarktycznego.
Do zatoki jako pierwszy wpłynął 7 lutego 1812 roku kapitan John Davis na statku Cecilia. Zatoka została pobieżnie zmapowana przez pierwszego oficera statku Sprightly i nazwana ku czci kapitana Sprightly Edwarda Hughes. Zmapowana ponownie Belgijską Wyprawę Antarktyczną 23–25 stycznia 1898 roku. Sfotografowana 2 latach 1956–1957 przez uczestników Falkland Islands and Dependencies Aerial Survey Expedition (FIDASE).